# Alfonso Lasso Sedeño
Alfonso o Ildefonso Lasso Sedeño (Olmedo, ? - Palma de Mallorca, 21 de agosto de 1607) fue un eclesiástico y hombre de estado español.
Estudiante del colegio de San Antonio de Porta Coeli de Sigüenza, recibió las órdenes sacerdotales en 1574; fue arcediano de Maqueda en la archidiócesis de Toledo y confesor del arzobispo Gaspar Quiroga. 
En 1587 fue nombrado obispo de Gaeta, por aquel entonces parte del virreinato español de Nápoles. Nueve años después Clemente VIII lo promovió al arzobispado de Cagliari, en el virreinato de Cerdeña, donde además desempeñó el cargo de presidente del reino durante las ausencias del virrey Antonio Coloma y Saa. 
En 1604 fue trasladado a la diócesis de Mallorca con título de arzobispo; tras la muerte del virrey Fernando de Zanoguera, Lasso ofició también durante un breve periodo como su sustituto por mandato de Felipe III.
| Predecesor: Pietro Lunello               | Obispo de Gaeta 1587 – 1596       | Sucesor: Giovanni de Gantes    |
| Predecesor: Francisco de Valle           | Arzobispo de Cagliari 1596 – 1604 | Sucesor: Francisco de Esquivel |
| Predecesor: Juan Vich y Manrique de Lara | Obispo de Mallorca 1604 – 1607    | Sucesor: Simón Bauzá           |